# درجة حرارة البصيلة الرطبة الكروية

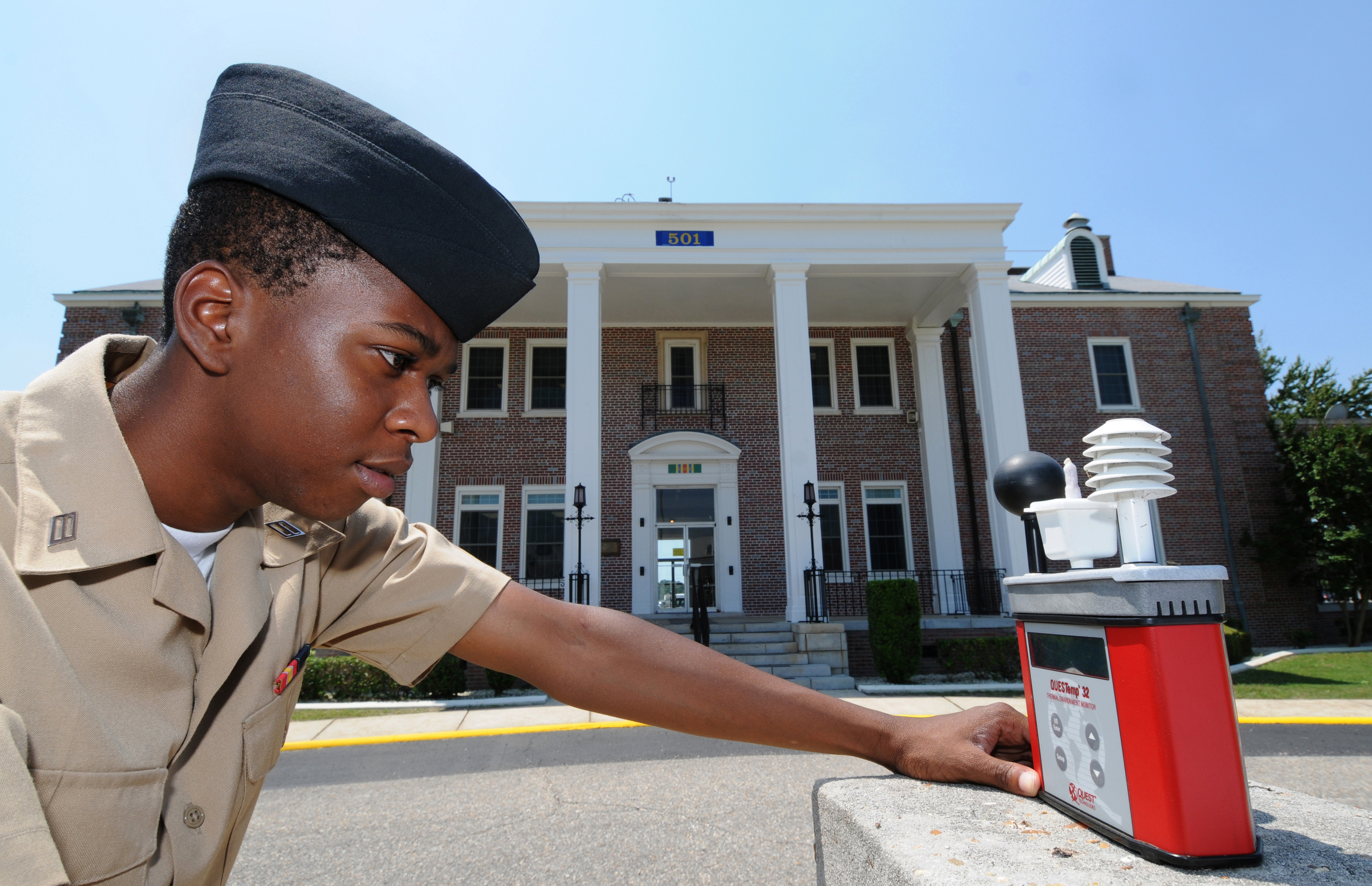
فني علم الاتصالات السرية يفحص درجة حرارة البصيلة الرطبة الكروية في محطة كوري للمركز التدريبي للتقنيات البحرية

إن درجة حرارة البصيلة الرطبة الكروية (WBGT) هي درجة حرارة مركّبة تستخدم في تقدير آثار كل من درجة الحرارة والرطوبة وسرعة الرياح (تبريد الرياح) والإشعاع المرئي والأشعة تحت الحمراء (ضوء الشمس عادةً) على البشر. ويستخدمها علماء حفظ الصحة في المجال الصناعي والرياضيون والعسكريون في تحديد مستويات التعرض المناسبة لدرجات الحرارة المرتفعة. ويمكن حساب درجة حرارة البصيلة الرطبة الكروية باستخدام المعادلة التالية:
{\displaystyle WBGT=0.7T_{w}+0.2T_{g}+0.1T_{d}}
حيث إن 
- Tw = درجة حرارة البصيلة الرطبة الطبيعية (مضاف إليها درجة حرارة البصيلة الجافة لتبين الرطوبة)
- Tg = درجة حرارة ميزان الحرارة الكروي (تقاس باستخدام ميزان الحرارة الكروي، المعروف أيضًا باسم ميزان الحرارة ذو الكرة السوداء)
- Td = درجة حرارة البصيلة الجافة (درجة حرارة الهواء الفعلية)
- تقاس درجات الحرارة بوحدة درجة حرارة مئوية أو وحدة فارنهايت

وتستخدم غالبًا المعادلة التالية في الأماكن الداخلية أو عندما يكون ضوء الشمس ضئيلاً: 
{\displaystyle WBGT=0.7T_{w}+0.3T_{g}}
لقد تم وضع مؤشر درجة حرارة البصيلة الرطبة الكروية عام 1956 على يد قواة مشاة بحرية الولايات المتحدة في باريس أيسلاند وذلك للحد من إصابة المجندين بالإجهاد بسبب الحرارة؛ ولقد تمت مراجعة هذا المؤشر عدة مرات.

## الاستخدام
لقد نشر المؤتمر الأمريكي لعلماء حفظ الصحة الصناعية الحكومية قيم الحد المسموح (TLVs) والتي تبنتها العديد من الحكومات لتستخدمها في أماكن العمل. ولقد تم وصف عملية تحديد درجة حرارة البصيلة الرطبة الكروية أيضًا في أيزو 7243، البيئات الساخنة - تقدير الإجهاد بسبب الحرارة على القوة العاملة، اعتمادًا على مؤشر درجة حرارة البصيلة الرطبة الكروية. ولقد اعتمدت كلية الطب الرياضي الأمريكية في أدلتها الخاصة بشدة التمارين الرياضية اعتمادًا على درجة حرارة البصيلة الرطبة الكروية.
في المناطق الساخنة، تعلق بعض المنشآت العسكرية الأمريكية علمًا لتبين تصنيف الحرارة اعتمادًا على درجة حرارة البصيلة الرطبة الكروية. وتنشر تلك المنشآت العسكرية أدلة حول مقدار الماء الذي ينبغي تناوله ومستوى النشاط البدني بالنسبة للأشخاص الذين ألفوا درجات الحرارة والذين لم يألفوها في مختلف الأزياء الرسمية اعتمادًا على تصنيف درجة الحرارة.
| التصنيف | درجة حرارة البصيلة الرطبة الكروية بوحدة فارنهايت | درجة حرارة البصيلة الرطبة الكروية بوحدة درجة حرارة مئوية | لون العلم |
| ------- | ------------------------------------------------ | -------------------------------------------------------- | --------- |
| 1       | <= 79.9                                          | <= 26.6                                                  | أبيض      |
| 2       | 80-84.9                                          | 26.7-29.3                                                | أخضر      |
| 3       | 85-87.9                                          | 29.4-31.0                                                | أصفر      |
| 4       | 88-89.9                                          | 31.1-32.1                                                | أحمر      |
| 5       | => 90                                            | => 32.2                                                  | أسود      |

إن مؤشر الحرارة الذي تستخدمه خدمة الأحوال الجوية الوطنية ومؤشر الرطوبة الذي تستخدمه خدمة الأرصاد الجوية بكندا هي أيضًا مقاييس للحرارة المحسوسة، ولكن هذين المؤشرين لا يهتمان بآثار الإشعاع.

## الاستشهادات
1. ↑  "Deaths Triple Among Football Players, Morning Temperatures Thought to Play a Role". Science Daily. 27 فبراير 2012. مؤرشف من الأصل في 2017-07-07. اطلع عليه بتاريخ 2012-02-28.